# バカリズムマン対怪人ボーズ
『バカリズムマン対怪人ボーズ』（ばかりずむまんたいかいじんぼうず）は、テレビ東京『Eネ!』内で放送された特撮テレビドラマ。

## 概要
1970年代のヒーロー番組を意識して作られた作品。雰囲気を再現するため、意図的に4:3の画面比率のざらついた画質で撮影されている。わずか5分足らずの番組だが、石ノ森章太郎の画風を真似たアイキャッチ画も挿入される。次回予告と翌週のストーリー、また冒頭のストーリーと主題歌明けのストーリー本編はいずれも全くつながりがない。そのことを知らないニュースサイトが、次回予告の内容をそのままニュースとして報じてしまったことがある。

## ストーリー
果実超人バカリズムマンとピーマンの化身、怪人ボーズとの戦いを描く物語。

## 放送リスト
| 回数   | 放送日        | サブタイトル                                   |
| ------ | ------------- | ---------------------------------------------- |
| 1      | 2009年4月12日 | 残虐ピーマン!イチゴ殲滅のプロローグ            |
| 2      | 2009年4月19日 | 恐怖のピーマン!太陽をさえぎる地獄の電磁波      |
| 3      | 2009年4月26日 | ピーマンの魔の手が迫る!緊急オペ現場で大暴れ    |
| 4      | 2009年5月3日  | 地獄の旋律!ピーマン組曲に人間が操られる        |
| 5      | 2009年5月10日 | 危うしイチゴ戦士!非道のピーマンが急所を突く    |
| 6      | 2009年5月17日 | 決死の替え玉作戦!死神ピーマンが三途の川に招く! |
| 7      | 2009年5月24日 | 大地の罠!冷血ピーマンが墓場で待つ              |
| 8      | 2009年5月31日 | 冷酷ピーマンの融資!地獄支店 営業の毒牙         |
| 9      | 2009年6月7日  | 怪奇!不死身のピーマンは三度蘇る                |
| 10     | 2009年6月14日 | 死の接吻!ピーマンのカクテルは鮮血の味          |
| 11     | 2009年6月21日 | 狙われた美女!ピーマン地獄への片道切符          |
| 12     | 未放映        |                                                |
| 特別編 | 2009年6月28日 | 2人だけの反省会                                |

## 登場人物
バカリズムマン / マスノ：升野英知
1個1000円のイチゴを食べることで変身する人造人間。パワー源は体内の「イチゴニック細胞」の増幅による。通常のイチゴでも複数食す事で変身可能だが、その場合は若干パワーが落ちる。また、ショートケーキのイチゴで変身した場合は普段の17分の7しか力を発揮できない。得意楽器はトランペットで、戦いの前にはこれを吹きながら現れる。
怪人ボーズ：BOSE
世界征服を目論むピーマンの化身。自らのポテンシャルを上げる、「ボーズ空間」を作り出す能力を持つ。毎回バカリズムマンの必殺技を受けて爆発四散するが、次の回では何事も無かったかのごとく登場する。
ナレーション：岡部政明
女性：山崎みどり

## スタッフ
- 監督：住田崇
- 脚本：酒井健作
- キャラクターデザイン：ニイルセン、酒井健作
- 音楽：TUCKER、奥村愛子
- プロデューサー：塩原幸雄、日比野壇、脇聖人、小林伸也、加藤信行
- 製作著作：バカリズムマン対怪人ポーズ製作委員会、テレビ東京